# 馬倫鎮區 (內布拉斯加州博伊德縣)
馬倫鎮區（英語：Mullen Township）是位於美國內布拉斯加州博伊德縣的一個行政鎮區。

## 地方資料
馬倫鎮區的面積為104.78平方千米，當中陸地面積為101.82平方千米，而水域面積為2.96平方千米。根據2020年美國人口普查的數據，當地共有人口22人，而人口密度為每平方千米0.21人。